# Antimo Liberati

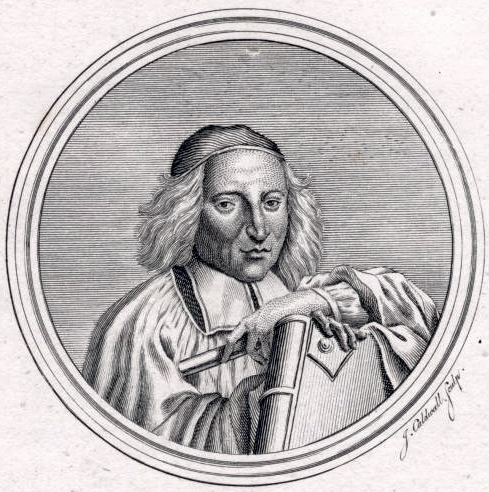
Antimo Liberati

Antimo Liberati (Foligno, 3 aprile 1617 – Roma, 24 febbraio 1692) è stato un compositore, cantore e teorico italiano.

## Biografia
Studiò legge e "belle lettere", divenendo notaio nella sua città natale. 
Dal 1637 al 1643 fu in servizio alla corte di Vienna per l'imperatore Ferdinando III d'Asburgo e l'arciduca Leopoldo. 
Il 6 febbraio 1644 prese gli ordini minori a Foligno. 
Nel 1650 circa si trasferì a Roma, dove studiò con Gregorio Allegri e, dopo la morte di quest'ultimo nel 1652, con Orazio Benevoli. 
Dal marzo 1657 al novembre 1661 fu organista e maestro di cappella in S. Girolamo della Carità. 
Il 20 novembre 1661 fu ammesso come contralto nella cappella pontificia, essendone eletto puntatore nel 1670 e maestro nel 1674 e di nuovo, eccezionalmente, per l'anno santo 1675, essendo reputato particolarmente esperto del cerimoniale papale. 
A Roma fu organista e maestro di cappella della chiesa nazionale tedesca di S. Maria dell'Anima, della SS. Trinità dei Pellegrini e delle SS. Stimmate di S. Francesco.
Poco della produzione musicale di Liberati è sopravvissuta; compose, tra l'altro, madrigali, cantate  e oratori.
È noto per alcuni suoi scritti teorici: Lettera scritta … in risposta ad una del Sig. Ovidio Persapegi, 15 ottobre 1684; Epitome della musica (1666); Ragguaglio dello stato del coro de' cantori nella cappella pontificia e infine per una corrispondenza con il maestro di cappella bolognese Giovanni Paolo Colonna, in cui intervenne in difesa d'un passo di un'allemanda della Sonata terza dell'opera Seconda  di Arcangelo Corelli, accusato di aver violato la regola del contrappunto che proibisce due quinte parallele tra le parti in un passo della composizione. Andrea Adami da Bolsena lodò il Liberati affermando che fu «buon compositore, ed ottimo teorico. Coltivò le belle lettere, e diè alle stampe una lettera in risposta al signor Ovidio Persapegi piena di notizie ragguardevoli intorno alla musica».